# غوردون ماكدونالد (سياسي)
غوردون ماكدونالد هو سياسي كندي، ولد في 26 ديسمبر 1866، وتوفي في 24 فبراير 1941. انتخب عضو الجمعية التشريعية ألبرتا.